# Хмињанске Јакубовани
Хмињанске Јакубовани (слч. Chminianske Jakubovany) насељено је мјесто са административним статусом сеоске општине (слч. obec) у округу Прешов, у Прешовском крају, Словачка Република.

## Становништво
| Година:    | 1994. | 2004.    | 2014.    | 2024.    |
| ---------- | ----- | -------- | -------- | -------- |
| Број људи: | 1146  | 1635     | 2112     | 3215     |
| Разлика:   |       | +42,67 % | +29,17 % | +52,22 % |

| Година:    | 2023. | 2024.   |
| ---------- | ----- | ------- |
| Број људи: | 3093  | 3215    |
| Разлика:   |       | +3,94 % |

Према подацима о броју становника из 2024. године насеље је имало 3215 становника.